# تامارا گوردتسیتلی
تامارا گوردتسیتلی (گرجی: თამარ გვერდწითელი؛ زادهٔ ۱۸ ژانویهٔ ۱۹۶۲) خواننده و بازیگر اهل روسیه-گرجستان است. وی از سال ۱۹۷۲ میلادی تاکنون مشغول فعالیت بوده‌است.
وی همچنین برندهٔ جوایزی همچون هنرمند مردمی فدراسیون روسیه و نشان افتخار فدراسیون روسیه شده‌است.